# Contea di DeWitt (Texas)
La contea di DeWitt (in inglese DeWitt County) è una contea dello Stato del Texas, negli Stati Uniti. La popolazione al censimento del 2010 era di 20 097 abitanti. Il capoluogo di contea è Cuero. La contea è stata fondata nel 1846 e prende il nome da Green DeWitt, che fondò una delle prime colonie texane.

## Geografia fisica
| Anno | Popolazione | ±%     |
| ---- | ----------- | ------ |
| 1850 | 1,716       |        |
| 1860 | 5,108       | 197.7% |
| 1870 | 6,443       | 26.1%  |
| 1880 | 10,082      | 56.5%  |
| 1890 | 14,307      | 41.9%  |
| 1900 | 21,311      | 49.0%  |
| 1910 | 23,501      | 10.3%  |
| 1920 | 27,971      | 19.0%  |
| 1930 | 27,441      | −1.9%  |
| 1940 | 24,935      | −9.1%  |
| 1950 | 22,973      | −7.9%  |
| 1960 | 20,683      | −10.0% |
| 1970 | 18,660      | −9.8%  |
| 1980 | 18,903      | 1.3%   |
| 1990 | 18,840      | −0.3%  |
| 2000 | 20,013      | 6.2%   |
| 2010 | 20,097      | 0.4%   |

Secondo l'Ufficio del censimento degli Stati Uniti d'America la contea ha un'area totale di 910 miglia quadrate (2400 km²), di cui 909 miglia quadrate (2396 km²) sono terra, mentre 1,5 miglia quadrate (3,9 km², corrispondenti allo 0,2% del territorio) sono costituiti dall'acqua.

### Strade principali
- U.S. Highway 87
- U.S. Highway 77 Alternate/U.S. Highway 183
- State Highway 72
- State Highway 119

### Contee adiacenti
- Lavaca County (nord-est)
- Victoria County (sud-est)
- Goliad County (sud)
- Karnes County (sud-ovest)
- Gonzales County (nord-est)